# Разумовская, Людмила Николаевна
Людмила Николаевна Разумо́вская (род. 2 февраля 1946, Рига) — русский драматург.

## Биография
Отчим был офицером, и детство Людмилы прошло в разных городах СССР. С 1959 года живёт в Ленинграде. После нескольких неудачных попыток поступить на актёрский факультет ЛГИТМиК поступила в 1969 году на театроведческий факультет этого вуза, окончив его в 1974-м. После рождения дочери в 1975 году начала писать пьесы, первая из которых была поставлена в Ленинграде в 1980-м. В 1978—1979 годах училась на Высших театральных курсах при ГИТИС.
Во время учёбы на курсах получила от Министерства культуры заказ написать пьесу о «трудных подростках». Результатом стала пьеса «Дорогая Елена Сергеевна». Министерство её отклонило, но пьеса была поставлена в 1981 в Таллине (на эстонском языке), а затем в 1982 в Ленинградском Ленкоме. Постановка имела огромный успех, пьесу приняли более 20 театров страны, однако в 1983 по распоряжению Министерства культуры её сняли с репертуара. Разрешена вновь с началом перестройки в 1987. Много раз ставилась за рубежом, в том числе более чем в ста театрах Германии. В 1988 году на экраны страны вышел фильм Эльдара Рязанова «Дорогая Елена Сергеевна».
В 1983 году в Ленинградском БДТ была поставлена пьеса «Сад без земли» режиссёром Геннадием Егоровым. Пьеса слишком откровенно отражала состояние общества, и Министерство культуры РСФСР разрешило играть спектакль только после изменения названия на «Сёстры» и внесения 169 сокращений в авторский текст.
В 1988 году на сцене таганрогской театр-студии «Воскресная школа» Владимира Рогульченко был поставлен спектакль «Под одной крышей» по одноимённой пьесе Разумовской.
В 1989 году на сцене ТЮЗа имени А. А. Брянцева режиссёром Георгием Васильевым был поставлен спектакль по пьесе Людмилы Разумовской «Петрушка, или Любовь дурака».
Преподаёт основы литературного мастерства в Детской музыкальной школе (п. Приладожский).
В 2010 вышел роман «Русский остаток», охватывающий период с Февральской революции до наших дней.
В октябре 2021 на камерной сцене ЯГТИ, режиссёром А. С. Кузиным была поставлена «Медея», действия которой происходили на кухне коммунальной квартиры, и где были совмещены тексты Разумовской и Еврипида. А в январе 2022 на сцене учебного театра ЯГТИ был поставлен «Сад без земли» по одноимённой пьесе, который был принят тепло ярославским зрителем.

## Премии
- Премия Российского авторского общества «Северная Пальмира» (1996)
- Премия «Петрополь» (2004)
- Премия имени Сергея Нилуса (2010, за выдающиеся достижения в области отечественной словесности в романе «Русский остаток»)

## Сочинения
- Сестра моя — Русалочка // «Современная драматургия», 1986, № 1
- Сад без земли, 1989 (содержание: Сад без земли, Под одной крышей, Дорогая Елена Сергеевна, Медея, Майя, Сестра моя — Русалочка)
- Сон старого дома // сборник «Сквозное действие», 1989
- сборник «Пьесы молодых драматургов», Москва, «СОВЕТСКИЙ ПИСАТЕЛЬ», 1989 (содержание: Сад без земли)
- Ваша сестра и пленница // «Современная драматургия», 1991, № 2
- Пьесы в двух томах, 2004:
  - Т. 1. Сад без земли
  - Т. 2. Ваша сестра и пленница
- Русский остаток, 2010 (роман)
- Счастье (пьеса)
- Медея (пьеса)

### Киносценарии
- Переступить черту
- Дорогая Елена Сергеевна
- Бродячий автобус